# Димитров, Станимир
Станими́р Дими́тров (24 февраля 1972, Казанлык, Болгария) — болгарский футболист полузащитник, защитник. Выступал за сборную Болгарии.

## Клубная карьера
Первым профессиональным клубом Димитрова был «Нафтекс». В нём он провёл 11 лет. Станимир стал рекордсменом «Нафтекса» по играм за клуб. Позже агент предложил поиграть за границей. Димитров перешёл в костанайский «Тобол». За эти 4 сезона Димитров стал одним из самых популярных игроков клуба. Из-за травмы спины Станимир решил завершить карьеру футболиста. Свой последний матч за «Тобол» сыграл в Лиге Европы против «Галатасарая». В перерыве матча Димитров попрощался с костанайскими болельщиками.
После ухода из «Тобола» Станимир каждый сезон навещает команду. Рекомендует некоторых болгарских футболистов.

## Карьера в сборной
В 1998 году в составе сборной Болгарии сыграл одну игру.

## Достижения
- Обладатель Кубка Казахстана: 2007

## Интересные факты
- Равиль Сабитов в интервью заявил что если «Тобол» станет чемпионом он отдаст свою медаль Димитрову[10].